# هذا ما قلته أمام بعض الرؤساء والملوك (كتاب)
هذا ما قلته أمام بعض الرؤساء والملوك، كتاب من تأليف الدكتور محمد سعيد رمضان البوطي، جمع فيه ما قاله أمام كل من الرؤساء حافظ الأسد وبشار الأسد والملوك حسين بن طلال ملك الأردن والحسن الثاني بن محمد ملك المغرب.